# Baqytschan Saghyntajew

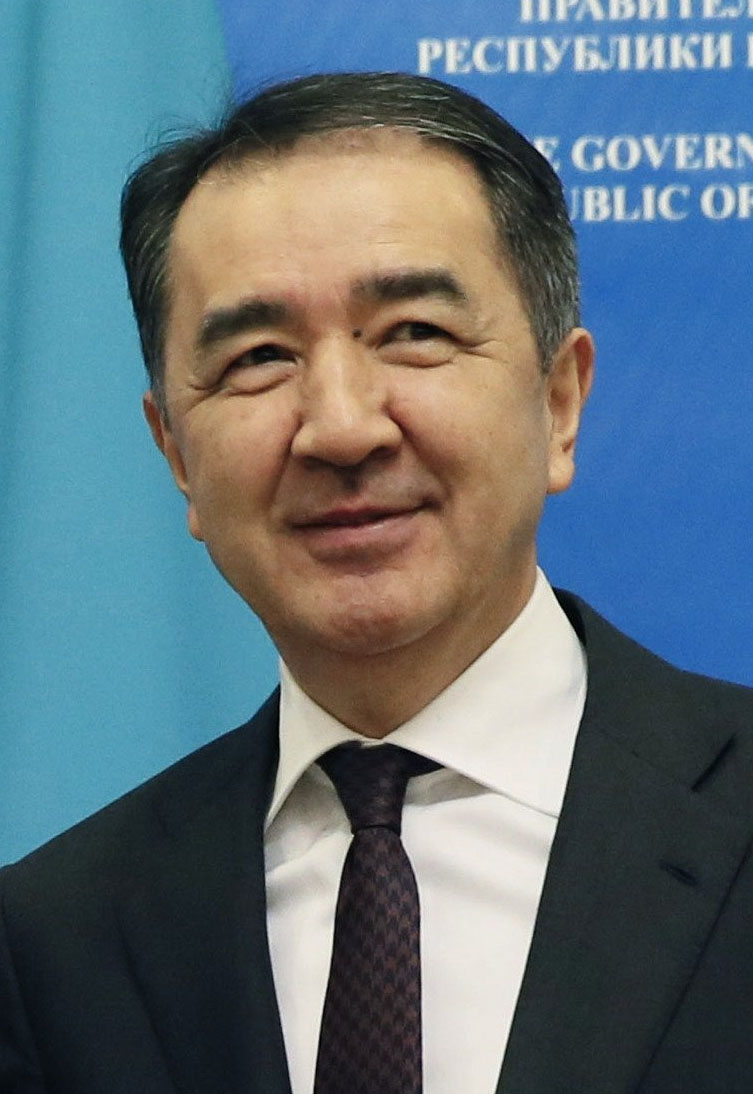
Baqytschan Saghyntajew (2018)

Baqytschan Äbdiruly Saghyntajew (kasachisch Бақытжан Әбдірұлы Сағынтаев Baqytjan Äbdırūly Sağyntaev, russisch Бакытжан Абдирович Сагинтаев Bakytschan Abdirowitsch Sagintajew; * 13. Oktober 1963 in Üscharal, Kasachische SSR) ist ein kasachischer Politiker der Partei (Amanat). Er war von September 2016 bis Februar 2019 Premierminister Kasachstans sowie von Juni 2019 bis Januar 2022 Bürgermeister der größten Stadt Kasachstans, Almaty.

## Leben
Saghyntajew schloss 1985 das Studium an der Staatlichen Kasachischen Kirow-Universität mit einem Doktortitel in Wirtschaftswissenschaften ab. Seine Laufbahn begann er 1985 zunächst als Lehrer am Institut für Volkswirtschaft in Alma-Ata, bevor er bis 1992 am Institut für Soziologie an der Staatlichen Kasachischen Universität arbeitete.
1998 begann er seine politische Laufbahn, zuerst als stellvertretender Gouverneur (Äkim) der Provinz Schambyl. Zwischen 2002 und 2004 war er zuerst stellvertretender Vorsitzender der Agentur für die Regulierung der natürlichen Monopole und Wettbewerbsschutz, bis 2007 stand er der Agentur als Vorsitzender vor. Von 2007 bis 2008 leitete Saghyntajew unter Kärim Mässimow die Administration des kasachischen Premierministers.
Am 30. September 2008 wurde er zum Gouverneur der, im Osten Kasachstans gelegenen, Provinz Pawlodar ernannt. Dieses Amt bekleidete er vier Jahre lang, bevor er am 20. Januar 2012 von Mässimow mit einem Posten in der Regierung betraut wurde. Als Minister für Wirtschaftsentwicklung und Handel war er wenige Monate lang Mitglied der Regierung, wurde mit einem Regierungswechsel am 24. September als dem Amt entlassen. Daraufhin bekleidete er von September 2012 bis Januar 2013 zunächst ein Amt in der Regierungspartei Nur Otan. Kurze Zeit später im Januar 2013 wurde er zum Minister im neu geschaffenen Ministerium für regionale Entwicklung ernannt. Diesen Posten hatte er bis zum 6. November 2013 inne. Am 7. April 2014 wurde er zum ersten stellvertretenden Premierminister der Republik Kasachstan in der Regierung Kärim Mässimow ernannt.
Seit dem 8. September 2016 war er Premierminister seines Landes. Am 21. Februar 2019 wurden Saghyntajew und sein Kabinett vom Präsidenten Nursultan Nasarbajew entlassen. Dieser warf der Regierung Versagen und Unfähigkeit in der Wirtschaftspolitik vor, zudem habe sie es nicht geschafft, den Lebensstandard der Bevölkerung zu verbessern. Ab dem 1. März 2019 war Saghyntajew Staatssekretär Kasachstans.
Am 28. Juni 2019 wurde er zum Bürgermeister von Almaty ernannt. Kurz nach den Unruhen Anfang Januar 2022 wurde er am 31. Januar 2022 auf diesem Posten von Jerbolat Dossajew abgelöst, wobei offiziell nicht im Zusammenhang mit den Unruhen.
Seit 1. Juni 2022 ist Saghyntajew Vertreter Kasachstans in der Eurasischen Wirtschaftskommission im Rahmen der Eurasischen Wirtschaftsunion.